# Niklas Wikström

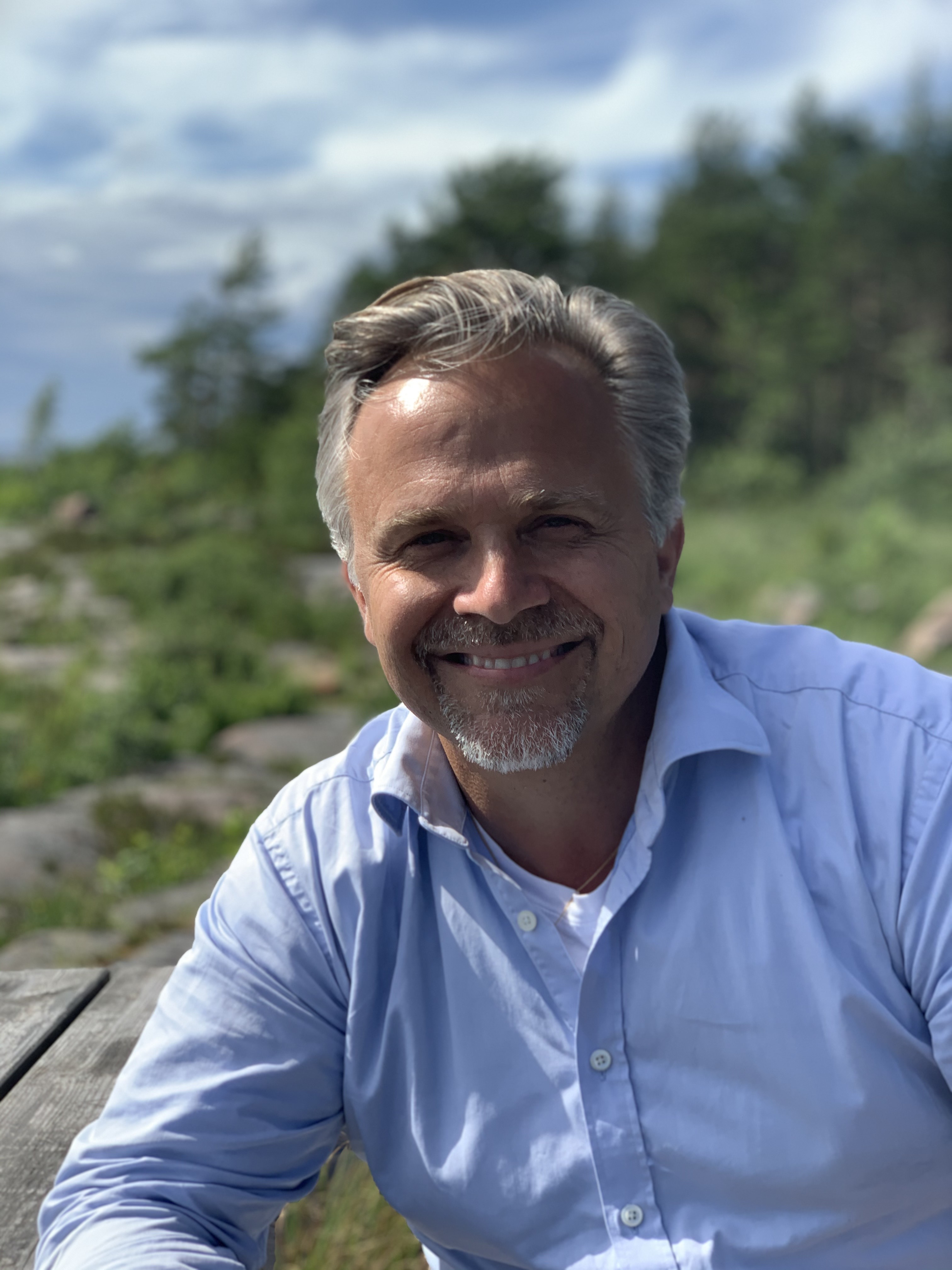
Niklas Wikström, 2020

Niklas Pär Wikström, född 29 juni 1972 på Frösön, Jämtlands län, är en svensk politiker (Liberalerna) verksam i Värmlands län. Wikström är utbildad gymnasielärare inom samhällskunskap, historia och geografi vid Karlstads universitet. Han har även en magisterexamen från Uppsala universitet.
Wikström är sedan 2009 ordförande och gruppledare för Liberalerna Karlstad och sedan 2020 även länsförbundsordförande för Liberalerna Värmland. Mellan år 2010 och 2022 var Wikström kommunalråd i Karlstads kommun, ordförande i barn- och ungdomsnämnden, ordförande i Mångfaldsforum och ordförande för Samverkansgruppen. Några av hans nuvarande uppdrag i Karlstads kommun är vice ordförande i Stadsbyggnadsnämnden, vice ordförande i kommunledningsutskottet samt ledamot i kommunstyrelsen. 